# Wormaldia esperonis
Wormaldia esperonis là một loài Trichoptera trong họ Philopotamidae. Chúng phân bố ở vùng Tân nhiệt đới.